# Maitengwe
Maitengwe is een dorp in het district Central in Botswana. De plaats telt 5890 inwoners (2011).